# Andrej Žarnov

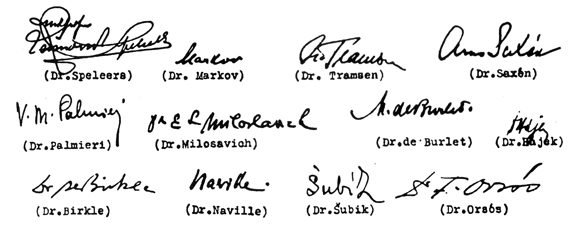
Podpis prof. Šubíka pod protokołem końcowym Międzynarodowej Komisji Katyńskiej, 1943 r.

Andrej Žarnov, właśc. František Šubík (ur. 19 listopada 1903 Kuklov, zm. 16 marca 1982 Poughkeepsie) – słowacki poeta, pisarz i profesor medycyny, jeden z dwunastu lekarzy, którzy w kwietniu 1943 r. udali się w składzie Międzynarodowej Komisji do Katynia, aby osobiście dokonać sekcji zwłok zamordowanych polskich oficerów i ustalić czas popełnienia zbrodni.

## Życiorys
Andrej Žarnov urodził się jako František Šubík w 1903 r. w Kuklovie. Był tłumaczem i popularyzatorem polskiej poezji. Autor zbiorów poezji: Stráž pri Morave (1925), Štít (1940), Mŕtvy (1941), Preosievač piesku (1978).
Maturę uzyskał w gimnazjum w Trnawie, gdzie podejmował pierwsze próby literackie. Po ukończeniu studiów medycznych pracował w szpitalu w Trnawie. W 1931 r. uzyskał tytuł doktora nauk medycznych na Uniwersytecie w Bratysławie, a w 1939 r. został profesorem anatomii patologicznej. W 1945 r. wraz z rodziną musiał uciekać do Niemiec. Stamtąd został deportowany przez Amerykanów do Czechosłowacji, gdzie został uwięziony. W związku ze swoim udziałem w pracach Komisji Międzynarodowej w Katyniu w 1943 r., był więziony przez komunistów do 31 grudnia 1947 r., ale nie odwołał swojego podpisu pod protokołem katyńskim. W 1952 r., zmuszony do nielegalnego opuszczenia kraju, udał się na emigrację do Austrii, później do Włoch, Niemiec, a stamtąd do USA.
Zmarł w 1982 r. w USA. Jego imieniem została nazwana ulica w Trnawie, przy której znajduje się szpital, w którym niegdyś pracował. Zrehabilitowany w 1999 r. Otrzymał pośmiertnie honorowe obywatelstwo miasta Trnawa.
Film dokumentalny pt. Poświęcając życie prawdzie z 2014 w reżyserii Grażyny Czermińskiej dotyczy losów członków Międzynarodowej Komisji Lekarskiej z 1943, w tym w szczególności Andreja Žarnova.

## Odznaczenia
- Srebrny Wawrzyn Akademicki (7 listopada 1936)[2]